# Norma Alicia Moreno Figueroa
Norma Alicia Moreno Figueroa (24 de junio de 1962 Matamoros, Tamaulipas- 17 de julio de 1986) fue una periodista mexicana asesinada en ejercicio de sus labores periodísticas, convirtiéndose en la primera periodista en morir violentamente por su trabajo cuando cubría la Guerra Mexicana contra las Drogas.

## Nacimiento y su infancia
Nació en Matamoros en el estado mexicano de Tamaulipas, siendo hija de Laurentino Moreno y Margarita Figueroa. Estudio en su ciudad natal y desde su infancia fue reconocida como excelente oradora participando en eventos locales y estatales. Obtuvo reconocimiento académico por su grado de excelencia. Integrante del círculo literario "Manuel F. Rodríguez Brayda", donde presenta múltiples trabajos de poesía, también fue miembro permanente de la Casa de Bellas Artes en Matamoros. Fue una de las primeras estudiantes en la Faculta de Ciencias de la Comunicación en la Universidad de Matamoros.

## Vida profesional y su trabajo
Fue miembro del Partido Acción Nacional (PAN) participando en actividades como conferencias locales, estatales y nacionales. A la edad de dieciséis años se unió al periódico El Bravo de Matamoros, en la sección que cubría eventos sociales, pero gradualmente fue promovida al puesto de reportero y columnista. Este fue su sitio final, con el periódico de Matamoros, El Popular, donde escribía la columna "Buscando  Caminos" y con el cargo de gerente editorial. En radio, era notorio su papel como reportera para la XEW, una estación propiedad de Jorge Cárdenas González, con cobertura en Matamoros y Brownsville, Texas.
En 1986 la periodista recibió en la Ciudad de Quito, Ecuador, un reconocimiento por su trabajo por parte de la UNESCO.
Su estilo valiente se caracterizaba por exponer abiertamente la corrupción política, así como al crimen organizado,  defendiendo con furia la libertad de expresión.

## Muerte y secuelas
Murió la mañana del 17 de julio de 1986 a los 24 años, en un atentado con arma autómatica a la entrada de la editorial del periódico El Popular en donde laboraba. Días antes de su muerte escribió una nota en su columna Buscando Caminos que se publicaba en el periódico El Popular en la que atacaba directamente la gestión del entonces Presidente Municipal de Matamoros, Roberto Guerra Velasco (1984 - 1987),  familiar del fundador del Cartel del Golfo, Juan Nepomuceno Guerra ("Artículo MEPI") y primo hermano del narcotraficante Juan García Ábrego. Su lamentable muerte fue un ataque social pasando a la historia del crimen periodístico en México como la primera mujer que pierde la vida en México en cumplimiento a su actividad periodística.
El día de su muerte, Norma Alicia Moreno Figueroa iba acompañada de su editor, Ernesto Flores Torrijos, ambos fueron asesinados con tiros de gracia en la cabeza; 24 tiros fueron para el editor de 48 años y la mitad para la joven reportera.
Días después, Laura Cavazos, una periodista retirada, comentó en entrevista que una semana antes del homicidio, en las principales calles del Centro de Matamoros y en las rutas habituales que Norma Alicia Moreno Figueroa tomaba para dirigirse a su lugar de trabajo, habían panfletos pegados en la pared con una foto de ella y una leyenda que decía "Tenga usted cuidado ella es una mujer que se dice periodista, escribe mentiras y le gusta andar con mujeres, es una lesbiana”. Posteriormente, se conoció que dichos panfletos fueron elaborados por orden de la Dirección de Comunicación Social del Ayuntamiento aunque no se pidió una investigación al respecto.
Después de su muerte, fue reconocida por agencias y periódicos internacionales así como por la Agencia Antidroga de los EE. UU. (United States Drug Enforcement Administration, DEA).
Su crimen aún sigue impune.